# Giravanz Kitakyushu

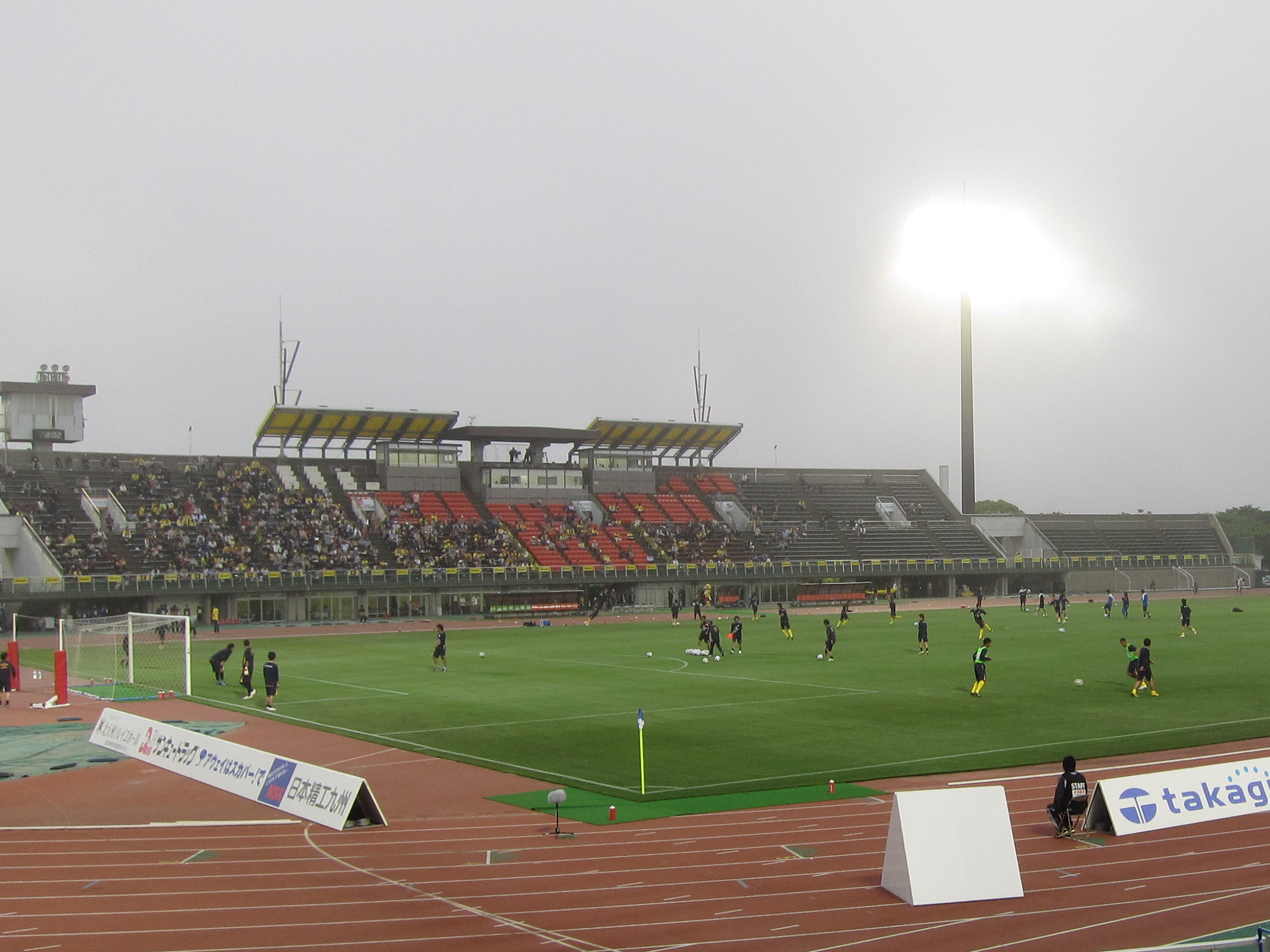
Giravanz Kitakyushu in het Honju Stadion

Giravanz Kitakyushu (Japans: ギラヴァンツ北九州, Giravantsu Kitakyūshū) is een Japanse voetbalclub uit Kitakyushu in de  prefectuur Fukuoka.
De club werd in 1947 opgericht als Mitsubishi Chemical Kurosaki FC als onderdeel van de Kurosaki-fabriek van Mitsubishi Chemical. De club speelde lang als amateurclub omdat de stad met Yawata Steel SC al een profclub had. In 2001 werd de club hernoemd in New Wave Kitakyushu FC (ニューウェーブ北九州, Nyū Wēbu Kitakyūshū). In 2008 deed de club een aanvraag om lid te worden van de J-League. Dit werd in 2009 goedgekeurd en in 2010 debuteerde de club onder de huidige naam in de J-League 2.
· Blaublitz Akita
· Fagiano Okayama
· Fujieda MYFC
· Iwaki FC
· JEF United Chiba
· Júbilo Iwata
· Machida Zelvia
· Mito HollyHock
· Montedio Yamagata
· Oita Trinita
· RB Omiya Ardija
· Renofa Yamaguchi
· Roasso Kumamoto 
· Shimizu S-Pulse
· Thespakusatsu Gunma
· Tochigi SC
· Tokushima Vortis
· Tokyo Verdy
· V-Varen Nagasaki
· Vegalta Sendai
· Ventforet Kofu
· Zweigen Kanazawa